# N高等学校

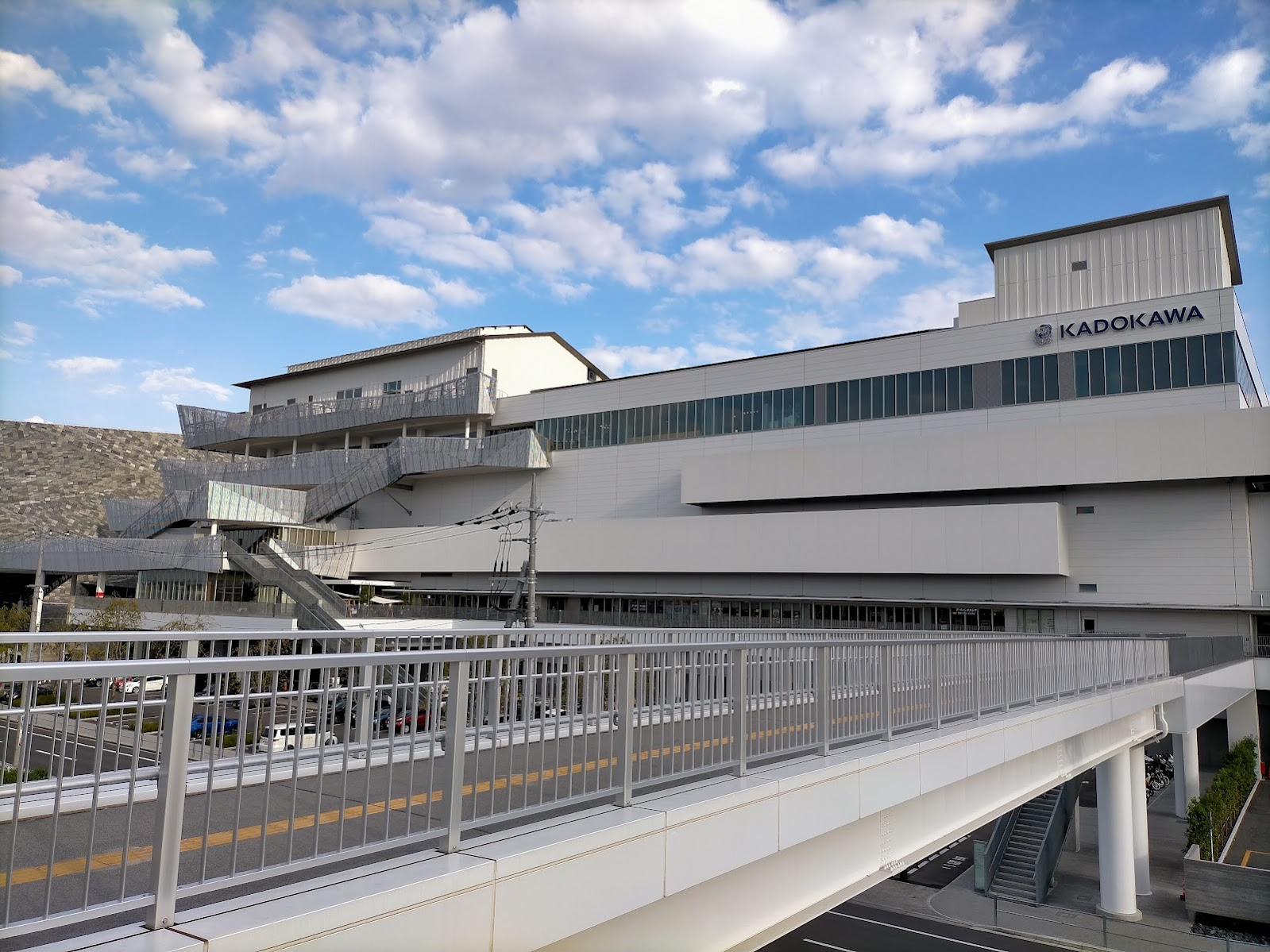
スクーリング会場のところざわサクラタウンキャンパス

N高等学校（エヌこうとうがっこう）は、日本の私立通信制高等学校である。略称はN高（エヌこう）。
学校法人角川ドワンゴ学園が設置し、2016年（平成28年）4月1日に開校した。沖縄県うるま市に本校を置き、全国にキャンパスを有する。通信教育を行う区域を47都道府県および外国とする広域の通信制の課程 を置く。
2024年9月現在、S高等学校と合わせて30,648名 の生徒が全国で学んでおり、高校としては日本一の生徒数である。

## 概説
2014年5月頃、当時MAGES.の代表であった志倉千代丸が構想した「ニコニコ高等学校」の計画に、通信制高校の教員経験者である奥平博一（後に校長）、学校法人のマーケティング経験者が加わり、その3名が中心となって高校設立プロジェクトが開始された。ちょうど同時期にKADOKAWAとドワンゴが経営統合を進めていたこともあり、出版社であるKADOKAWAが持つコンテンツやIT企業であるドワンゴが持つ技術力を活用することによって、旧来の教育システム・教育方針を変える新しい形の「ネットの高校」の設立を目指す方針となった。理事でもある実業家の川上量生は、「通信制高校は全日制高校に通えないから仕方なく選ぶもの」というイメージが社会にあると指摘した上で、積極的な選択肢となる高校を作りたいと述べている。
授業やレポート提出はインターネットを通じて行われるが、通学コースも存在している。また、課外授業として、日本各地の自治体と連携した職業体験や、学校行事として、ドワンゴが主催するリアルイベントであるニコニコ超会議、ニコニコ町会議、ニコニコ超パーティと連携したN高文化祭など催しを実施している。
校名が一字の高校は多数ある が、英字による一字の校名は開校当時他に類を見ず、そのため認可申請時に沖縄県の担当者から「N高等学校」は仮称であると勘違いされたという。 校名の "N" とは「Net」だけではなく「New」「Next」「Necessary」「Neutral」など多くの意味を含んでいる。「N学」を略称とするNHK学園高等学校とは、広域通信制課程という点以外に共通点は無く、資本関係も含めて全く関係がない。
学校法人名通りKADOKAWAグループ（KADOKAWA及び傘下のドワンゴ）が出資している。学校運営にも大きく関与しており、カリキュラムおよびキャンパスをN高等学校と同じくするS高等学校を2021年に、R高等学校を2025年に開校した。

## 沿革
- 2015年（平成27年）
  -  7月9日 - ニコファーレにおいて「KADOKAWA・DWANGO教育事業発表会」を開催[8]。KADOKAWA・DWANGO（のちの株式会社KADOKAWA〈2代目〉）が沖縄県に通信制高校の設立を準備していることを表明した[9]。
  - 10月14日 - ニコファーレにおいて「カドカワ『ネットの高校』発表会」を開催し[10]、学校事業の詳細を発表。生徒募集開始[11][12]。
  - 12月10日 - 提携通学コース新設を発表[13]。
- 2016年（平成28年）
  - 3月18日 - 設置申請が沖縄県知事より認可を受諾[14]。
  - 4月1日 - 開校。
- 2017年（平成29年）
  - 4月5日 - 代々木、心斎橋に通学コースを開校[15]。
  - 11月 - 総合学習塾の英進館と業務提携[16]。
  - 12月 - 長崎県五島市と地域間交流事業で提携[17]。
- 2018年（平成30年）
  - 2月 - 学生ベンチャーを育成する「N高起業部」を設立[18]。
  - 4月 - 通学コースキャンパスを横浜、御茶ノ水、大宮、千葉、名古屋、福岡に拡大。通学コース（週5）生のスクーリングが、従来の短期集中型ではなく、毎週2~3日程度、3時間目に執り行われるようになった。
  - 5月 - NPO法人ReBitとLGBT支援で業務提携[19]。
  - 8月 - 学校法人麻生塾と業務提携しIT・ゲーム・CG分野に特化した専門教育を行う「ASO高等部」を設立、2019年4月開校[20]。
- 2019年（平成31年 / 令和元年）
  - 4月 - 中学生向けの通学型スクールとして「N中等部」を開校[21]。また、 2018年4月に導入された、通学コース（週5）生向けのスクーリングが廃止。週5コースに所属する生徒も、以前と同様に短期集中型スクーリングを履修することで単位を取得する方式へと戻った。通学コースキャンパスを立川、柏、江坂、京都、仙台に拡大。代々木キャンパスを移転。スクーリング会場の綾瀬キャンパスを開校。株式会社EXPGと業務提携し「EXPG高等学院」を新設[22]。
  - 5月 - 実践的な金融教育「N高投資部」設立[23]。
  - 8月 - 沖縄SVと業務提携[24]。
- 2020年（令和2年）
  - 4月 - EXPG高等学院を開校。通学コースキャンパスを札幌、神戸、広島、池袋に新たに開校。
  - 8月 - エンターテイナーを育成する本格的な総合エンターテインメントスクール「EXPG STUDIO」と連携し、「N高ダンス部」を設立[25]。トップスクールの進学/留学支援を展開するCrimson Educationと提携しオンラインコーチングの海外進学クラスを新設。
  - 9月 - 生徒への主権者教育の一環として「N高政治部」を設立[26]。
  - 11月 - ワタナベエンターテインメントと業務提携し「ワタナベNオンラインハイスクール」を新設。
- 2021年（令和3年）
  - 4月 - S高等学校を開校。「オンライン通学コース」を新設[27]。ワタナベNオンラインハイスクールを開校（2023年度入学生より募集中止）[28]。N高等学校通学コースキャンパスを梅田に新たに開校[29]。VR学習と映像学習で行う「普通科プレミアム」を開始[30][31]。
- 2022年（令和4年）
  - 2月 - N高等学校・S高等学校にて、バーチャル空間を使った面接トレーニングプログラムを開始[32]。
  - 4月 - N高等学校・S高等学校の「普通科プレミアム」を「普通科」に名称変更。N高等学校・S高等学校通学コースキャンパスを宇都宮、金沢、浜松、鹿児島など14箇所に新たに開校[33]。
  - 9月 - Metaと角川ドワンゴ学園がXR分野で提携[34]。
  - 10月 - S高等学校と合同の「生徒会」を設立[35]。
  - 12月 - 角川ドワンゴ学園、海外留学支援を行う株式会社ワールドアベニューと業務提携を締結[36]。
- 2023年（令和5年）
  - 3月 - スクーリング会場である綾瀬キャンパスの利用を終了[37]。
  - 4月 - N高等学校・S高等学校通学コースキャンパスを川越、高崎、岡山など10箇所に新たに開校[38]。3月に終了した綾瀬キャンパスに代わり埼玉県所沢市「ところざわサクラタウン」内にスクーリング会場を設置[37]。
- 2024年（令和6年）4月 - N高等学校およびS高等学校にて「個別指導コース」を開校[39]。通学コースのカリキュラムを大幅に変更。
- 2025年（令和7年）4月 - R高等学校を開校[7]。N高グループ通学コースキャンパスを青森・富山・甲府・滋賀・徳島・熊本など31箇所に新たに開校し、合計100キャンパスに拡大[40]。

## 基礎データ

### 所在地
沖縄伊計本校
- 沖縄県うるま市与那城伊計224番地
- 2012年3月末に閉校したうるま市立伊計小中学校[41] の校舎を利用している[42]。
- スクーリング実施時以外も常に教職員が配置されており、電話やWebによって生徒や保護者との連絡を行っている[4]。

### 授業

#### 単位認定授業（必修授業）
高卒資格を得るための通常授業は必修授業と称される。他のインターネットを利用した通信制高校と同様に、東京書籍の「教科書授業インターネット講座」ならびに同社の検定教科書が利用されている。また、学園が制作した「オリジナル版」の教材も利用されている。
N高等学校の発案者である志倉千代丸は当初、アニメを利用したり声優を起用したりといったコンテンツ性の高い授業映像を構想していたが、学習指導要領の関係で断念している。

#### 課外授業（課外授業）
大学受験コースは中経出版（KADOKAWA）、プログラミングコースはドワンゴ、クリエイティブ授業はバンタンなど、KADOKAWAグループの企業やブランドとの提携が行われている。
課外授業で開講されているコース
- 大学受験対策授業
- dwango×プログラミング授業
- KADOKAWA×文芸小説創作授業
- 電撃×エンタメ授業
- Vantan×クリエイティブ授業
- 40mP×DTM・ボーカロイド授業
- 大塚英志×ものがたり創作授業
- 中学復習授業
- 職業体験
- スタンフォード大学国際教育プログラム
- 中国語（文法・会話）
- 進路

また、株式会社KADOKAWAと株式会社ドワンゴが生徒向けに提供 している課外授業の双方向学習システムおよびスマートフォン向けアプリケーションを「N予備校」と称しており、一部コースはN高等学校の生徒以外にも提供されている。

### 学科・コース
学科は普通科、普通科ベーシック。コースはネットコース、通学コース、オンライン通学コース、通学プログラミングコースがある。
学科として普通科と普通科ベーシックが選択できるが、主な違いはVR機器を使用するかどうか。普通科では必須授業・課外授業、一部のワークショップでVR機器を使った授業を受講することができ、多少受講できるコンテンツに差がある。
なお、通学における定期券について、本高等学校では制度上の問題により、通学定期券は購入できず、通勤定期券を購入することになる。通学コース と通学プログラミングコースの生徒については出席に関する所定の要件を満たすことにより、通学定期券と通勤定期券との差額 が後日補填される。

### クラス
生徒間のコミュニケーションにはSlackが利用されており、Slackのチャットルーム上でクラス毎のホームルームが実施される。部活動もネットコースではチャットルームが利用される。

## N高グループのキャンパス・スクーリング会場
同じN高グループのS高等学校・R高等学校と同じキャンパス・スクーリング会場を利用する。

### スクーリング会場
- 札幌キャンパス（北海道札幌市中央区）
- 仙台キャンパス（宮城県仙台市若林区）
- ところざわサクラタウンキャンパス（埼玉県所沢市）
- 名古屋千種キャンパス（愛知県名古屋市）
- 江坂キャンパス（大阪府吹田市）
- 広島キャンパス（広島県広島市中区）
- 福岡博多キャンパス（福岡県福岡市博多区）

### 通学コース・通学プログラミングコースキャンパス
通学コース（週5・3・1日）のキャンパスは関東を中心に全100ヵ所あり、通学プログラミングコースのキャンパスは、そのうちの代々木キャンパス別館（東京）と梅田キャンパス（大阪）の2ヵ所を使用する。

## 通学コース・通学プログラミングコース
- 通学コース（週5日・週3日・週1日）
- 通学プログラミングコース

### カリキュラム
- プロジェクトN（プロジェクト型学習）
- Nゼミ（ディスカッショントレーニング）
- レポート学習
- 大学受験講座
- プログラミング
- 英語
- 中国語
- 中学復習講座
- 進路授業

### 教材
- MacBook Air
- MacBook Pro

## オンライン通学コース
- ベーシッククラス（週3日）
- ライトクラス（週1日）
  - どちらも午前と午後のどちらかを選べる。

### カリキュラム
- プロジェクトN（プロジェクト型学習）
- 21世紀型スキル学習
- 学習サポート（レポート学習、中学復習講座、大学受験講座）
- プログラミング
- 英語
- グループトーク/グループディスカッション
- 進路授業

### 教材
- MacBook Air
- MacBook
- Minecraft

### その他
- Nラウンジ
  - カリキュラム学習とは別に生徒らが学習室として利用できる。自習室としての利用や生徒同士の交流の場として活用されている。
- オン通フェスティバル（通称オンフェス）
  - オンライン通学コース独自のネットで行われる文化祭。Zoomのブレイクアウトルーム機能を活用し、生徒が出し物をする。例年秋に行われる。

## 生徒会
2022年10月に初となる生徒会の発足が発表された。その後、インターネット上で行われた第1回生徒会総選挙において169名の立候補者の中から生徒会長を含む20名の生徒会役員が選出された。「生徒自身が決めて本当に実行できる生徒会」をコンセプトとしており、生徒会には年間予算1000万円の使途決定権のほか、学園生活ルールの制定・変更などの決裁権限が与えられている。
第1期生徒会においては運営体制の構築から「N/S高生vsひろゆき氏　ディベート対決」、「ものづくりコンテスト」などの生徒主体の企画が行われた。

## 部活動

### 起業部
特別審査会の審査を突破した生徒たちが起業を目指す部活動。
（2021年度から起業部の前段階、アントレ部設立）

#### 法人登記実績
- 株式会社Easy Go[59][60]
- 株式会社SUPOTA[61][62]
- 株式会社HAYATO KURATA[63]
- FreFre株式会社[64]
- 株式会社Civichat[65]
- 株式会社Unpacked[66]
- 株式会社Reizoko[67]
- 株式会社OZORA[68]
- 株式会社CHAIZ[69]
- 株式会社AirFilmsJAPAN[70]
- 株式会社COLORE[71]

### 投資部
高校生の時期から株式投資に挑戦することで社会や経済の仕組みを実践的に学ぶ部活。部員は、特別顧問である村上世彰が創設した村上財団から託される運用資金を元手に投資行為に挑戦する。

### 研究部
学園外を含む全ての中高生を対象に選考される。
分野を問わず様々な学術研究を行うコミュニティ。

### eスポーツ部
2018年10月にN高等学校のネット部活であるサッカー部と格闘ゲーム部が合併しスタートした部活動。

### ダンス部
EXPG STUDIOの指導をオンラインで受けられる部活。

### 政治部
2020年9月に国際政治学者である三浦瑠麗を特別講師として設立。部員は書類選考によって選ばれる。2023年度に開始した政治部第4期からは三浦の退任に伴い、LINEヤフー株式会社代表取締役会長の川邊健太郎が新たに顧問に就任。これまでに麻生太郎、安倍晋三、志位和夫といった政界の著名人をゲスト講師として招いている。

### 囲碁部
藤沢一就が特別顧問を務めている縁で、複数の弟子がN高に入学している。

## 同好会
Slackチャンネルを活用し、生徒が誰でも自由に同好会を作ることができる。200以上の同好会があり、主な同好会には写真、スマブラ、競技かるた、漫画、流しそうめん、野球、自衛隊、鉄道、いいね、アニメなど多様な同好会が存在する。

## 制服
志倉千代丸がデザインした。女子制服は前から見るとブレザー、後ろから見るとセーラー服のようなデザインとなっている。
通学の際は制服か私服かは自由であり、制服を購入していない生徒もいる。

## 提携スクール
- ASO高等部
- EXPG高等学院

## 不祥事
- 2021年（令和3年）3月31日、2020年度の卒業生の進学率を発表した際、浪人生も進学者に含めるなどして、進学率を高く見せていたことが『週刊文春』によって報じられた[82]。この報道に対しN高は、数字を訂正した進学率などを再度発表するとしている[83]。
- 2021年6月、亀戸労働基準監督署から残業代の支払いについて是正勧告を受けた。この調査を通じ、1人の担任が約150人の生徒を受け持っていることが判明した[84]。教員の過重労働をめぐって、学園と教員組合との対立も起きた[85]。

## テレビ番組
- 日経スペシャル カンブリア宮殿 激変する時代が生んだ通信制高校 教育革命の全貌（2023年11月16日、テレビ東京）- N高等学校校長 奥平博一出演[86][87]。

## その他
- ロックバンド『RIZE』のメンバーであるKenKenが2016年4月1日の開校に合わせ、第1期生として入学予定であることが報道された[88]。
- 2016年にはSamsung Gear VR[43]、2017年にはMicrosoft HoloLensによる拡張現実を利用した「ネット入学式」を実施した[89]。
- 2020年3月18日、2019年度の大学合格実績を発表した。N高が卒業生を送り出するのは2度目で、同校として初めて、東京大学に1人、京都大学に3人が合格したことを発表した[90]。
- 久石譲によるN高グループオリジナル校歌が作曲された[91]。

## 著名な出身者・在校
- GOD_koutan (YouTuber、KUNの50人クラフト参加勢)
- 相原翼（eスポーツ選手、第18回アジア競技大会金メダリスト）[92][93]
- 池田美優（ファッションモデル）[94] ※3年時にルネサンス高等学校から編入[95]
- 岩見天獅（プロサーファー、史上最年少タイ公認）[96]
- 上野愛咲美（囲碁棋士、最年少女流棋聖位など）[97][98]
- 上野梨紗（囲碁棋士、上野愛咲美の実妹、在学中）[99]
- 大島綾華（将棋女流棋士）[100]
- 大友美有（eスポーツ選手、モデル）[101][102]
- 奥村野乃花（アイドル、元・虹のコンキスタドール）[103]
- 垣内珀琉（フィギュアスケート選手）[104]
- 加藤結李愛（将棋女流棋士）[105]
- 川畑和愛（元フィギュアスケート選手）[97]
- 紀平梨花（フィギュアスケート選手、四大陸選手権・グランプリファイナル優勝など）[97][106]
- KenKen（ベーシスト、RIZE / 獄門島一家他）[88][94]
- 清水郁実（第30回国際情報オリンピック 銅メダリスト）[93]
- 鈴木彩艶（プロサッカー選手 /  パルマ・カルチョ1913所属、日本代表）[107]
- 関航太郎（囲碁棋士、最年少天元位など）[98][108]
- 立花乃音（バレエダンサー）[93]
- 原口沙輔（トラックメイカー）[109]
- 広瀬優一（囲碁棋士、第43期新人王）[97][110]
- 的場華鈴（アイドル、虹のコンキスタドール 元リーダー）[94][103]
- 松岡亜音（サーフィン選手）
- 望月慎太郎（テニス選手、ジュニア世界ランキング1位経験者）[111]